# Juan José Perea
Juan José Perea (Bogotá, 23 de febrero de 2000) es un futbolista colombiano que juega de delantero en el Zürich de la Superliga de Suiza.

## Trayectoria

### Amateur
Se inició a la edad de 5 años en la escuela de su padre en el barrio La Gaitana en la ciudad de Bogotá. Paralelamente también militó para las Selecciones de Bogotá y Colombia en sus categorías de menores.
Para el año 2016 fue fichado por el Red Bull Salzburgo de Austria en donde juega en las divisiones menores, tras destacarse pasa al Porto de Portugal en donde se destaca en la Champions juvenil, pero al tener pocas oportunidades de ser promovido al equipo profesional decide tomar unos rumbos tras dos temporadas con los dragones.

### Profesional
Luego de que no se concretara su paso al Millonarios de su natal Bogotá, Juan José Perea comenzó su carrera en el Panathinaikos de la Superliga de Grecia, con el que debutó en la máxima competición griega el 31 de agosto de 2019, en la derrota de su equipo por 1-3 frente al OFI Creta. Su primer gol con el Panathinaikos lo hizo el 10 de noviembre de 2019 en el derbi de Atenas, frente al AEK Atenas, en un partido que ganó el Panathinaikos por 3-2, tras remontar un 0-2 inicial del AEK.
Para la temporada 2020-21 fue cedido al Volos F. C. El 19 de julio de 2021 fue vendido al PAS Giannina por 50 mil euros, para jugar la temporada 2021-22.
Con este último equipo consiguió marcar diez goles en 33 partidos, cifras que le permitieron llegar a la 1. Bundesliga después de fichar por el VfB Stuttgart en julio de 2022. Anotó un tanto en 19 encuentros y en agosto del año siguiente fue prestado al F. C. Hansa Rostock para que compitiera en la 2. Bundesliga.Después, y para la temporada 2024/25, marchó cedido al FC Zürich suizo. 

## Selección nacional
Su primer llamado a la selección de fútbol de Colombia fue con la categoría sub-15 por parte del entrenador Chamo Serna en 2015, para el Mundialito Tahuichi en Bolivia donde fue el goleador del torneo con 10 tantos luego disputó el Campeonato Sudamericano junto con otros jugadores que llegaron al profesionalismo como: Deiber Caicedo, Sebastián Navarro, Kevin Mier, Thomas Gutiérrez entre otros.
Más adelante sería llamado por parte Orlando Restrepo en la categoría sub-17 para algunos microciclos.

### Participación en torneos internacionales
| Competición                            | Sede     | Resultado    | Partidos | Goles |
| -------------------------------------- | -------- | ------------ | -------- | ----- |
| Mundialito Tahuichi 2015               | Bolivia  | Campeón      | 7        | 10    |
| Campeonato Sudamericano Sub-15 de 2015 | Colombia | Primera fase | 4        | 0     |

## Clubes

### Formativas
| Club               | País     | Año       | Ref.   |
| ------------------ | -------- | --------- | ------ |
| Red Bull Salzburgo | Austria  | 2015-2017 | [ 12 ] |
| Anderlecht         | Bélgica  | 2017-2018 | [ 7 ]  |
| Porto              | Portugal | 2018-2019 | [ 13 ] |

### Profesional
| Club                   | País     | Año       |
| ---------------------- | -------- | --------- |
| Panathinaikos          | Grecia   | 2019-2021 |
| Volos (cedido)         | Grecia   | 2020-2021 |
| PAS Giannina           | Grecia   | 2021-2022 |
| Stuttgart              | Alemania | 2022-2025 |
| Hansa Rostock (cedido) | Alemania | 2023-2024 |
| Zürich (cedido)        | Suiza    | 2024-2025 |
| Zürich                 | Suiza    | 2025-act. |

## Estadísticas

### Clubes
| Club                     | Div.          | Temporada     | Liga  | Liga  | Copa nacional | Copa nacional | Copa Internacional | Copa Internacional | Total | Total |
| Club                     | Div.          | Temporada     | Part. | Goles | Part.         | Goles         | Part.              | Goles              | Part. | Goles |
| ------------------------ | ------------- | ------------- | ----- | ----- | ------------- | ------------- | ------------------ | ------------------ | ----- | ----- |
| Panathinaikos · Grecia   | 1.ª           | 2019-20       | 23    | 3     | 5             | 0             | ―                  | ―                  | 28    | 3     |
| Panathinaikos · Grecia   | Total club    | Total club    | 23    | 3     | 5             | 0             | 0                  | 0                  | 28    | 3     |
| Volos F. C. · Grecia     | 1.ª           | 2020-21       | 27    | 3     | 4             | 0             | ―                  | ―                  | 31    | 3     |
| Volos F. C. · Grecia     | Total club    | Total club    | 27    | 3     | 4             | 0             | 0                  | 0                  | 31    | 3     |
| PAS Giannina · Grecia    | 1.ª           | 2021-22       | 32    | 10    | 1             | 0             | ―                  | ―                  | 33    | 10    |
| PAS Giannina · Grecia    | Total club    | Total club    | 32    | 10    | 1             | 0             | 0                  | 0                  | 33    | 10    |
| VfB Stuttgart · Alemania | 1.ª           | 2022-23       | 0     | 0     | 0             | 0             | ―                  | ―                  | 0     | 0     |
| VfB Stuttgart · Alemania | Total club    | Total club    | 0     | 0     | 0             | 0             | 0                  | 0                  | 0     | 0     |
| Total carrera            | Total carrera | Total carrera | 82    | 16    | 10            | 0             | 0                  | 0                  | 92    | 16    |

### Selección
| Sub-15 · Colombia                                    | 2015                          | 7 | 10 | 4 | 0 | — | — | 11 | 10 |
| Sub-15 · Colombia                                    | Total                         | 7 | 10 | 4 | 0 | 0 | 0 | 11 | 10 |
| Total selecciones de Colombia                        | Total selecciones de Colombia | 7 | 10 | 4 | 0 | 0 | 0 | 11 | 10 |
| (1) Incluye los partidos del Campeonato Sudamericano |                               |   |    |   |   |   |   |    |    |

## Palmarés

### Títulos internacionales
| Título                  | Club (*)            | Sede                    | Año     |
| ----------------------- | ------------------- | ----------------------- | ------- |
| Mundialito Tahuichi     | Colombia sub-15     | Santa Cruz de la Sierra | 2015    |
| Liga Juvenil de la UEFA | F. C. Porto Juvenil | Nyon                    | 2018-19 |

(*) Incluyendo la selección.

### Distinciones individuales
| Distinción                                     | Año  |
| ---------------------------------------------- | ---- |
| Goleador del Mundialito Tahuichi con 10 tantos | 2015 |